# Heinrich Adolph (Theologe)
Heinrich Adolph (* 13. Dezember 1885 in Watzenborn; † 31. Dezember 1951 in Gießen) war ein deutscher protestantischer Theologe und Hochschullehrer.

## Leben
Adolph war der Sohn der gleichnamigen Pfarrers von Watzenborn und besucht in Darmstadt das Gymnasium. Anschließend studierte er Theologie an den Universitäten in Gießen, Tübingen und Berlin. Er nahm das Band des Gießener Wingolf auf. Er promovierte zum Dr. phil. Daneben war er Lic. theol. und als Repetent an der theologischen Fakultät der Universität Gießen und anschließend als Pfarrassistent in Gießen tätig.
Nachdem er am Ersten Weltkrieg teilgenommen und als Leutnant der Reserve zurückgekehrt war, wurde Heinrich Adolph Pfarrer in Herbstein. Danach ging er als Studienrat an die Oberrealschule nach Gießen. Seine Ernennung zum außerordentlichen Professor an der theologischen Fakultät der Universität Gießen erfolgte im Jahre 1928.
Zum 1. Mai 1933 trat er in die NSDAP (Mitgliedsnummer 2.720.496) und zum 3. Juli 1933 in die SA ein, in der er Scharführer wurde. Im NSLB war er als Kreisarbeitsleiter für die Höheren Schulen in Gießen tätig. Aufgrund seiner Nähe zum nationalsozialistischen System wurde Heinrich Adolph 1946 aus dem Universitätsdienst entlassen.

## Werke (Auswahl)
- Die Weltanschauung Gustav Theodor Fechners, Stuttgart, 1923
- Organische Grundlagen der Religion. Eine formale Untersuchung, Gießen, 1924
- Theologie, Kirche, Universität, Tübingen, 1933
- Entbürgerlichung des Protestantismus? Gotha, 1936
- Durchbruch der Deutschheit. Eine geschichtliche Schau, Berlin, 1940